# Petra Granlund
Petra Granlund, född 15 oktober 1987, är en svensk simmare som bland annat deltog i de olympiska sommarspelen 2008 i Peking. Hon har tävlat för S77 Stenungsund och för Väsby SS. Hon har ett 20-tal individuella SM-medaljer samt 53 st lagkappsmedaljer. Hon har även varit innehavare av det svenska rekordet på 200m fjärilsim ett flertal gånger. Hon innehar fortfarande rekordet på 200 m fjärilsim i kortbana (25 m). År 2004 debuterade hon för landslaget i VM och var med i bronslaget på 4×200 m frisim, hennes första internationella medalj. 
I kortbane-Europamästerskapen 2008 i Rijeka, Kroatien tog Granlund överraskande guld efter att ha slagit sitt eget svenska rekord med 1,73 sekunder. Hon segrade 46 hundradelar före fransyskan Aurore Mongel och det var även Granlunds första internationella mästerskapsmedalj någonsin, 21 år gammal.
Granlund har deltagit i EM, VM och OS och tagit medaljer under sin karriär. Dessutom har hon vunnit ett flertal världscupmedaljer. År 2013 beslutade Granlund att avsluta sin simkarriär som varit hennes profession sedan 2006.
Under Olympiska spelen i Rio de Janeiro 2016 var Petra Granlund exportkommentator under kappsimningsgrenarna för Viasats sändningar.

## Meriter i urval
- 20 st individuella SM-medaljer, 53 st lagkappsmedaljer
- Flera världscupmedaljer
- 2004: VM Indianapolis, Brons 4*200m Frisim (Kortbana)
- 2005: VM Montreal (Långbana)
- 2005: EM Trieste (Kortbana)
- 2006- VM Shanghai (Kortbana)
- 2006: EM Budapest (Långbana)
- 2006: EM Helsingfors (Kortbana)
- 2007: VM Melbourne (Långbana)
- 2007: EM Debrecen (Kortbana)
- 2008- VM Manchester (Kortbana)
- 2008: EM Eindhoven (Långbana)
- 2008: Olympiska Spelen i Beijing, 14:e 200m Fjäril, 8:a 4*200m Frisim
- 2008: EM Rijeka, Guld 200m Fjäril, 2:a 4*50m Frisim (Kortbana)
- 2009: VM Rom (Långbana)
- 2009: EM Istanbul, Silver 200m Fjäril (Kortbana)
- 2010: EM Budapest (Långbana)
- 2010: VM Dubai, Brons 200m Fjäril (Kortbana)
- 2011- VM Shanghai (Långbana)
- 2011: EM Szczecin (Kortbana)